# Ferocious Dog

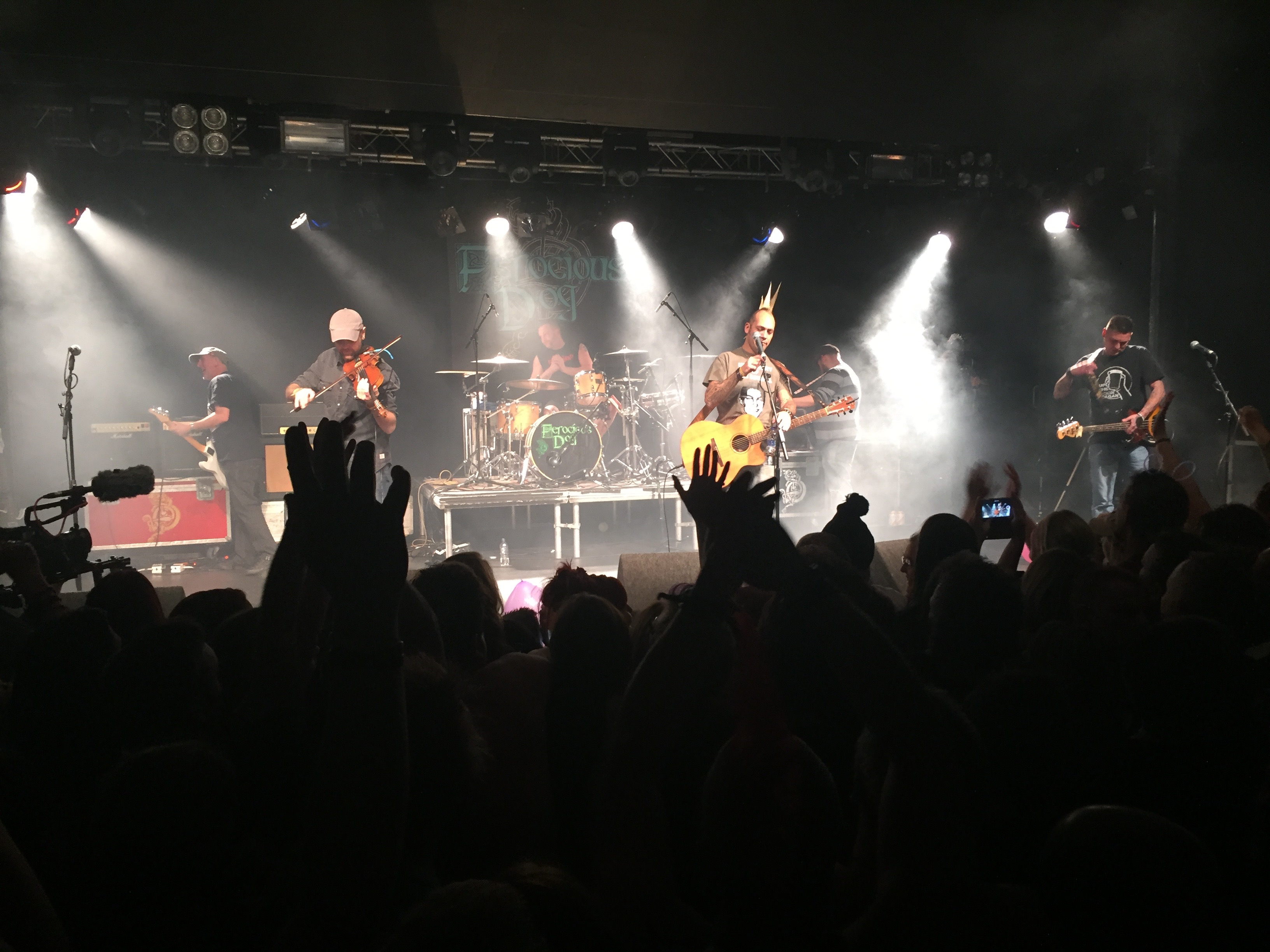
Ferocious Dog 2015 in Nottingham

Ferocious Dog ist eine englische Punkband aus Nottinghamshire.

## Bandgeschichte
Der feste Kern der Band sind der Sänger Ken Bonsall und der Fiddlespieler Dan Booth, die auch für die Songs verantwortlich sind. Sie gründeten 2010 Ferocious Dog zusammen mit Dave und Brad Drury, Kyle Peters und Johnny Edwards in Warsop, einem Ort im Mansfield District im Osten von Nottinghamshire. Sie spielen eine Mischung aus Celtic Folk und Punk angelehnt an Bands wie die Pogues, die Levellers und die New Model Army. Anfangs waren sie sozialkritisch in der Arbeiterschicht verankert, als sich Bonsalls Sohn nach seinem Kriegseinsatz in Afghanistan das Leben nahm, wurde das ein zentrales Thema der Band und des ersten, nach der Band benannten Albums 2013.
Doch die Band fiel danach auseinander und nur Bonsall und Booth blieben. Es kam Gitarrist Les Carter von Carter USM und zwei weitere neue Musiker. In dieser Zusammensetzung nahmen sie 2015 das zweite Album From Without auf. Sie tourten durch Großbritannien und spielten in Nottingham vor ausverkauftem Haus. Im Jahr darauf gingen sie mit den Levellers auf Europatour und spielten die großen nationalen Festivals. Zwischen zwei Livealben erschien 2017 das dritte Studioalbum Red, bevor die Band erneut auf zwei Positionen umbesetzt werden musste.
2019 folgte das Album Fake News & Propaganda, in dem sie sich nicht nur mit der nationalen, sondern auch mit der internationalen Politik befassten. Nachdem Les Carter 2020 die Band verlassen hatte und sie mit der Kompilation You?! ihr siebtes Independentalbum veröffentlicht hatten, schlossen sich Ferocious Dog für ein weiteres Album Graphite Records an. Mit Unterstützung des Labels kamen sie 2021 mit The Hope erstmals in die britischen Charts, wo sie Platz 31 erreichten.

## Mitglieder
- Ken Bonsall, Sänger, Songschreiber, Gitarrist
- Dan Booth, Fiddle, Songschreiber
- Johnny Edwards, verschiedene Instrumente
- Ryan Brooks, Gitarrist
- John Alexander, Bassist
- Alex Smith, Schlagzeuger

frühere Mitglieder
- Brad Drury, Schlagzeug (2010–2014)
- Dave Drury, Bassgitarre (2010–2014)
- Kyle Peters, Gitarre (2010–2014)
- Scott Walters, Schlagzeug (2014–2017)
- Ellis Waring, verschiedene Instrumente (2014–2017)
- Les Carter, Gitarrist (2014–2020)
- John Leonard, verschiedene Instrumente (2017–2020)

## Diskografie
Alben
- Ferocious Dog EP (2011)
- Ferocious Dog (2013)
- From Without (2015)
- Live at Rock City (2016)
- Red (2017)
- Live at the Brixton O2 Academy (2017)
- Fake News & Propaganda (2019)
- You?! (2020)
- The Hope (2021)